# Parque del Milenio

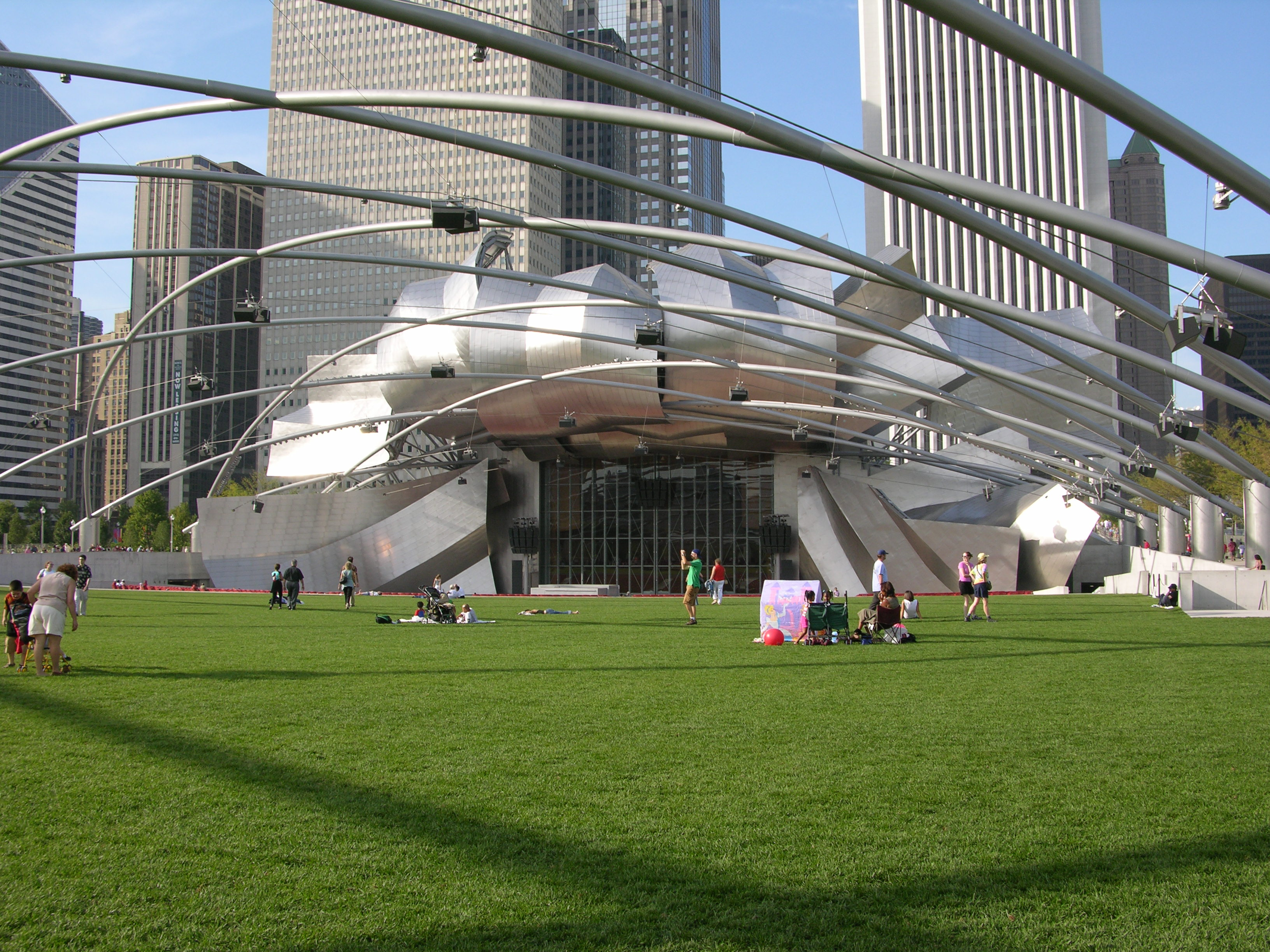
Pabellón de conciertos, con su proscenio extendido en el césped.

El Millennium park, o Parque del milenio, es un desarrollo urbano recreativo y artístico en la ciudad de Chicago, Estados Unidos. El parque ocupa diez hectáreas localizadas entre las avenidas Michigan, Columbus Drive y las calles Randolph y Monroe. De admisión gratuita, el parque se encuentra abierto diariamente, entre las 6 y las 23 horas.

## Antecedentes
El terreno mencionado perteneció a la compañía ferroviaria de Illinois, entre la década de 1850 y finales del siglo XX. El parque Grant se construyó en 1917 alrededor de la propiedad de esta compañía, respetando el plan maestro de la ciudad de 1909. De esta forma, el área del parque terminado tenía una "imperfección", que era la propiedad ferroviaria, considerada intocable.
En 1977, varios grupos cívicos propusieron convertir al parque Grant en un área para la práctica de las artes, incluyendo un pabellón de conciertos. Sin embargo, no había un planteamiento financiero, ni apoyo del gobierno, por lo que el proyecto derivó en el anfiteatro Perillo Music Shell, de menor envergadura, que satisfacía parcialmente la propuesta.
A finales de la década de 1990, el alcalde Richard M. Daley ordenó el desarrollo de planes para reconstruir el área del parque Grant, incluyendo el desmantelamiento de las vías férreas (inactivas) y el estacionamiento existente, buscando tener el mejor "vestíbulo de entrada" para la ciudad de Chicago. En 1998 se consolidaron todas las ideas, que combinaban escultura monumental, un pabellón de conciertos y arquitectura de paisaje en un desarrollo urbanístico sin precedentes en el país, que fue abierto al público en julio de 2004.

## Obras de arte
El Parque del Milenio ha ganado varios premios por sí mismo. Sin embargo, en él se reúnen varias obras de arte y arquitectura que individualmente han destacado en sus campos. La obra más notoria es el Pabellón Jay Pritzker, diseñado por Frank Gehry, con capacidad para 7000 personas, distribuidas entre las gradas y el césped frente al escenario. También se encuentran la escultura Cloud Gate, de Anish Kapoor; la fuente Crown Fountain del español Jaume Plensa, y el jardín Lurie, de Kathryn Gustafson, Piet Oudolf y Robert Israel.